# محله هوایی پوینت رابرتس
 محله هوایی پ. ینت رابرتس (به انگلیسی: Point Roberts Airpark) یک فرودگاه همگانی بهره‌برداری هوایی است که یک باند فرود چمن دارد و طول باند آن ۶۹۰ متر است. این فرودگاه در کشور ایالات متحده آمریکا قرار دارد و در ارتفاع ۳ متری از سطح دریا واقع شده است.